# Lou (film, 2022)
Ne doit pas être confondu avec Lou (film, 2010).
Pour plus de détails, voir Fiche technique et Distribution.
Lou est un thriller policier américain de 2022 réalisé par Anna Foerster. Le film met en vedette Allison Janney, Jurnee Smollett, Logan Marshall-Green, Ridley Asha Bateman et Matt Craven.
Lou est sorti le 23 septembre 2022 par Netflix. Le film a reçu des critiques mitigées de la part des critiques, qui ont loué la performance de Janney mais ont critiqué le scénario.

## Synopsis
En 1986, sur l'île d'Orcas dans l'État de Washington, Lou, une solitaire vivant avec son chien Jax, se rend au village pour s'approvisionner. Elle parle au shérif de son arthrite et il lui dit qu'un bracelet en cuivre pourrait améliorer son état. Une mère, Hannah, joue à cache-cache avec sa jeune fille, Vee, devant leur maison. Lou, sa logeuse, passe chez elle en rentrant chez elle pour lui dire que le loyer est dû le lendemain.
S'attendant à une grosse tempête, Chris, l'ami d'Hannah, propose d'apporter des fournitures. Sur le chemin du retour, il récupère un auto-stoppeur qui le tue dans sa camionnette. L'auto-stoppeur coupe le courant au domicile d'Hannah et pendant qu'elle est dehors pour essayer de rétablir le courant, il kidnappe Vee et s'enfuit avec elle à pied. Hannah court chez Lou, interrompant sa tentative de suicide et lui dit que Vee a disparu. Avant qu'ils puissent partir, le pick-up de Lou explose à cause d'une bombe posée par l'auto-stoppeur. Hannah et Lou se mettent à les suivre dans la nuit pendant la tempête.
Hannah informe Lou que l'auto-stoppeur est le père de Vee, Philip, un ancien béret vert et criminel de guerre qu'elle pensait mort. Lou trouve et tue les amis de Philip en chemin, montrant clairement qu'elle est plus qu'elle ne semble l'être. Elle explique à Hannah qu'elle est une ancienne agente de terrain de la CIA depuis 26 ans. Lou et Hannah suivent Philip et Vee jusqu'à la plage d'Eagle Bay. Lou envoie Hannah à la radio pour obtenir de l'aide, pendant qu'elle va affronter Philip et sauver Vee. Après une impasse, il est révélé que Philip est en fait le fils de Lou, qui les a retrouvés après qu'elle l'ait dénoncé et caché pour se protéger. Il est également révélé que Lou l'a abandonné lorsqu'il était enfant pour éviter de gâcher sa mission d'infiltration en Iran. Philip blesse Lou et part avec Vee, avec l'intention de les tuer tous ensemble.
Hannah contacte le shérif, mais un appel du United States Marshals Service l'oblige à se retirer, car il s'agit désormais d'une affaire fédérale. Le shérif se rend néanmoins à Eagle Bay, où il retrouve Lou et lui offre un bracelet en cuivre. Pendant ce temps, Hannah arrive au phare et parvient à éloigner Vee de Philip. Après une bagarre, Hannah blesse Philip et s'enfuit avec Vee. Lou trouve le phare rempli d'explosifs et les déclenche à distance, le détruisant pour signaler l'approche d'un hélicoptère de la CIA. Lou et Philip se battent sur la plage, jusqu'à ce qu'elle prenne le dessus et le serre dans ses bras. Elle s'excuse alors qu'un agent de la CIA leur tire dessus, et Lou et Philip plongent tous deux sous la surface de l'eau.
Plus tard, Hannah et Vee sont montrés dans la maison de Lou, prêts à partir. Après quelques questions des agents de la CIA et un au revoir du shérif, ils sont vus à bord d'un ferry avec Jax, qui regarde quelqu'un sur le pont supérieur, pas tout à fait dans le cadre. La caméra se déplace pour montrer le bras d'une femme avec une cicatrice similaire à celle de Lou et un bracelet en cuivre, alors qu'elle regarde sa petite-fille et sa belle-fille à travers des jumelles.

## Fiche technique
- Titre original : Lou
- Titre français : Lou
- Réalisation : Anna Foerster
- Scénario : Maggie Cohn, Jack Stanley, d'après une histoire de Maggie Cohn
- Photographie : Michael McDonough
- Montage : Matt Evans, Paul Tothill
- Musique : Nima Fakhrara
- Production : Jon Cohen, Hannah Minghella
- Sociétés de production :
- Pays de production : États-Unis
- Langue originale : anglais
- Format : couleur
- Genre : Thriller
- Durée :  107 minutes
- Dates de sortie[1] :
  - Netflix : 23 septembre 2022 (internet)

## Distribution
- Allison Janney (VF : Marie Vincent) : Lou Adell
- Jurnee Smollett (VF : Déborah Claude) : Hannah Dawson
- Logan Marshall-Green (VF : Stéphane Pouplard) : Philip
- Ridley Asha Bateman (VF : Hannah Vaubien) : Vee Dawson
- Matt Craven (VF : Jean-François Vlérick) : shérif Rankin
- Greyston Holt (VF : Fabrice Fara) : Chris
- Daniel Bernhardt (VF : Serge Biavan) : Tony

 Source et légende : version française (VF) sur RS Doublage

## Production

### Tournage
La production devait commencer de mai à juillet 2020 à Vancouver, au Canada, lors de sa création initiale chez Paramount Pictures, jusqu'à ce que Bad Robot décide de produire le film de manière indépendante et d'atterrir avec Netflix. Le film est officiellement entré en production en juin 2021 et s'est terminé en août de la même année.

### Distribution des rôles
Allison Janney est choisie en 2019. Le 28 avril 2021, Jurnee Smollett signe pour l'un des rôles principaux aux côtés de Janney. Ils sont tous deux prêts à servir de producteurs exécutifs.

## Sortie
Le film sort sur Netflix le 23 septembre 2022.

## Récompenses et distinctions
- (en) Lou: Awards, sur l'Internet Movie Database